# Jean-Jacques Henner
Jean-Jacques Henner (Bernwiller, 1829. március 5. – Párizs, 1905. július 23.) francia festő, az akadémizmus jelentős képviselője volt, ugyanakkor stílusának eredeti vonásaival ki is emelkedett közülük.

## Életpályája
Elzászban, szerény körülmények között élő parasztcsaládban született. Művészi tanulmányait Michel-Martin Drolling és François-Édouard Picot irányításával kezdte meg. 1848-tól a párizsi École des Beaux-Arts-ban folytatta tanulmányait. 1858-ban elnyerte a Római Nagydíjat Ádám és Éva megtalálja Ábel holttestét című képével. Ennek eredményeképpen öt évet tölthetett el Rómában, ahol többek között Jean-Hippolyte Flandrin támogatta művészi fejlődését.
A párizsi Szalonon először 1863-ban állított ki. Munkáival egyre jelentősebb sikereket aratott. 1873-ban a Becsületrend lovagja, 1878-ban tisztje, 1889-ben parancsnoka lett. 1898-ban első osztályú akadémiai díjjal tüntették ki egyik munkáját, majd 1900-ban elnyerte a párizsi világkiállítás nagydíját is.
1889-ben a Francia Intézet (Institut de France, a francia akadémiákat összefogó szervezet) tagja lett Alexandre Cabanel után.
76 éves korában hunyt el Párizsban.

## Művészete

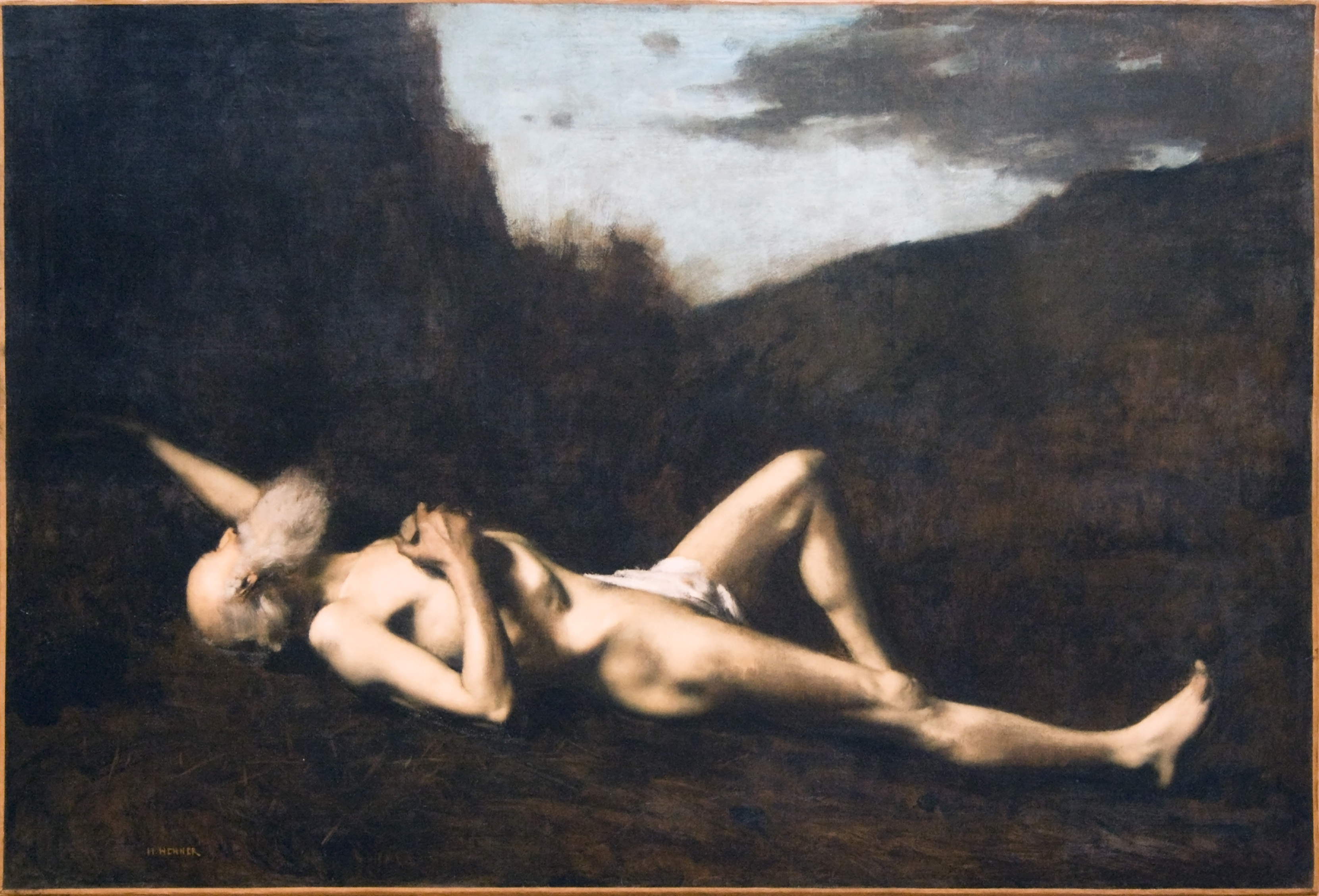
Szent Jeromos a sivatagban

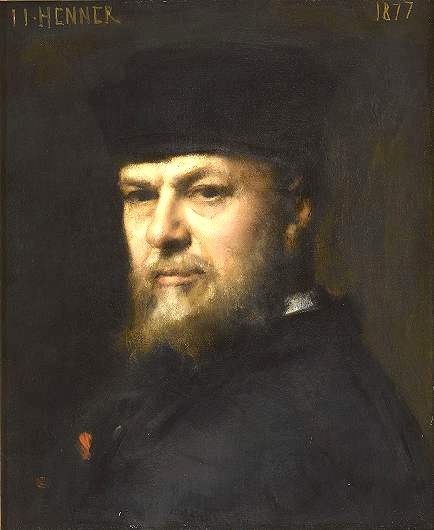
Önarcképe (1877)

Henner munkásságát az akadémikus festők sorában tartja nyilván a művészettörténet, de körükben stílusa meglehetősen atipikusnak mondható. Jellegzetes eszköze volt a Leonardo da Vincitől örökölt sfumato (elmosódott határvonalak) és chiaroscuro (éles fény-árny ellentétek) technika. Témái főleg aktok, vallási jelenetek, illetve portrék voltak. Egyik fontos, jellemző alkotása az itt ábrázolt Jeromos-kép, amelyen a vallásos téma keretében megfigyelhetők az emberi test tanulmányozásának eredményei, a sfumato és a chiaroscuro egyaránt. A téma szabad, egyéni kezelése meglepően modern összképet eredményez.